# ヨベ州

ヨベ州
Yobe州の愛称: サヘルの誇り

ヨベ州（ヨベしゅう、英語：Yobe）は、ナイジェリア北東部の州。州都はダマトゥル。

## 地理
北はニジェールのザンデール州、ディファ州、南にゴンベ州、南西にバウチ州、西にジガワ州と接する。
北部はチャド湖流域のヨベ川が流れるが水量が乏しく、乾燥したサバンナである。南部は比較的気候が穏やかである。

## 歴史
カネム・ボルヌ帝国。
北部ナイジェリア保護領。
1954年、北部州。
1967年、北東部州。
1976年、ボルノ州。
1991年、ボルノ州の西部が分割され設置された。

## 経済
農業が主な産業で、アラビアガム、ラッカセイ、マメ、綿花などが栽培される。ポティスクムでは西アフリカ最大とも言われるウシ市場が開かれる。石膏、カオリナイト、石英なども産出される。

## 住民
カヌリ族と南西部にカレカレ族が多く、最南部にマルギ族、ハウサ族が住む。フラニ族、ボレワ族、ンギジム族、バデ族、シュワ族なども住む。

## 地方行政区
ヨベ州には17の地方行政区 (LGA) が置かれている。
1. ブルサリ（英語版）
2. バルデ（英語版）
3. ダマツル（英語版）
4. フィカ（英語版）
5. フネ (ナイジェリア)（英語版）
6. ゲイダム（英語版）
7. グジバ（英語版）
8. グラニ (ナイジェリア)（英語版）
9. ジャクスコ（英語版）
10. カラスワ（英語版）
11. マチーナ (ナイジェリア)（英語版）
12. ナンゲレ（英語版）
13. ングル (ナイジェリア)（英語版）
14. ポティスクム（英語版）
15. タルムワ（英語版）
16. ユヌサリ（英語版）
17. ユスファリ（英語版）

## ボコ・ハラムの活動
2002年にボルノ州マイドゥグリで組織されたイスラム過激派ボコ・ハラムが、2004年にニジェール国境のKanamma村に「アフガニスタン」と称するキャンプを設立した。
2009年7月下旬に治安部隊によるボコ・ハラム拠点の制圧作戦が行われ、ヨベ州でも多くの死者が出た。
2012年6月18日、ダマトゥルで警察当局などが襲撃され、市民20人など少なくとも25人が死亡した。12月24日のクリスマス・イブには礼拝中のキリスト教教会が襲われ、神父など6人が殺害され、教会は放火された。
2013年5月14日、グッドラック・ジョナサン大統領により、ボルノ州、アダマワ州とともに、非常事態宣言がなされた。ナイジェリア軍により、ボコ・ハラムの拠点への空爆が行われた。7月6日の未明、マムド（Mamudo）で寄宿学校がイスラム過激派「ボコ・ハラム」と見られる武装集団に襲われ生徒ら42人が死亡した。